# Santiago Acasiete
Santiago Acasiete (Callao, 22 de Novembro de 1977)  é um ex-futebolista peruano que atuava como zagueiro.

## Carreira
Acasiete fez parte do elenco da Seleção Peruana de Futebol da Copa América de 2004, 2007 e 2011.